# Schweighof (Bad Rodach)
Schweighof ist ein Gemeindeteil der Stadt Bad Rodach im oberfränkischen Landkreis Coburg.

## Lage
Die Domäne Schweighof liegt etwa zwei Kilometer östlich von Bad Rodach in der Rodacher Mulde. An der Einöde führen die Staatsstraße 2205 und eine Bahnstrecke vorbei, die beide nach Coburg führen. Außerdem gibt es eine Gemeindeverbindungsstraße nach Gauerstadt.

## Geschichte
Urkundlich wurde Schweighof erstmals am 20. Oktober 1144 als „Sweic-hus“ erwähnt, als Graf Gotebold II. von Henneberg durch den Bamberger Bischof Egilbert das Kloster Georgenberg mit dem Zehnten von Schweighof ausstatten ließ. Der Name leitet sich von Viehherde ab und weist auf einen Hof mit größerer Viehhaltung hin. Der Schweighof war bis zur Reformation direkter Besitz von Kloster Veßra. 1533 übernahm der Graf von Henneberg-Schleusingen das Anwesen und machte sich zum obersten Landesherrn. 1562 verpachtete er den Hof, wodurch dieser fürstliches Kammergut wurde. 1642 kam das Gut an Herzog Friedrich Wilhelm. Im Rahmen der Verteilung der Kammergüter von Sachsen-Gotha wurde Schweighof 1677 Eigentum von Herzog Heinrich von Sachsen-Römhild, der es 1683 an seinen älteren Bruder Herzog Albrecht von Sachsen-Coburg veräußerte. Nach dessen Tod im Jahr 1699 gehörte das Gut allen Erbberechtigten, bis es 1723 an Sachsen-Gotha fiel. Der Gutshof umfasste seit 1717 eine Brauereiwirtschaft, deren Gastgerechtigkeit dem Kammergut in einem Pachtbrief beurkundet wurde. 1805 wurden die Gothaischen Kammergüter Schweighof und Rosenau von der herzoglichen Kammer in Coburg erworben. 1855 lebten auf dem Gut, das zwei Wohnhäuser, eines davon ein Gasthof, neun Stadel, ein Brauhaus und einen Backofen hatte, 19 Personen. 1910 wurden 44 Einwohner gezählt.
Von 1892 bis 1988 gab es in Schweighof eine Haltestelle der Bahnstrecke Coburg–Bad Rodach.
1919 ging der Schweighof als Domänengut im Rahmen einer Abfindungsregelung von Herzog Carl Eduard auf den Freistaat Coburg über. Nach dessen Anschluss an den Freistaat Bayern wurde das Gut 1920 bayerische Staatsdomäne.
Am 1. April 1928 wurde Schweighof nach Elsa eingemeindet und am 1. Mai 1978 wie Elsa zu einem Rodacher Stadtteil.
Der Coburger Forstbetrieb der Bayerischen Staatsforsten verwaltet seit 2005 das Domänengut Schweighof, das sich in Verpachtung befindet.

## Einwohnerentwicklung
| Jahr | Einwohnerzahl |
| ---- | ------------- |
| 1928 | 47            |
| 1950 | 90            |
| 1970 | 18            |
| 1987 | 7             |